# ラクトバチルス・デルブルエッキイー
ラクトバチルス・デルブルエッキイー（Lactobacillus delbrueckii）は、ホモ乳酸発酵を行うグラム陽性の細菌である。
形態は糸状に近い桿菌。様々な発酵プロセスや天然の発酵物、あるいは動物の消化器官や尿路系から分離される。株により多様性が大きいが、いくつかの単糖類や少数の二糖類を発酵でき、乳酸を合成、増殖する。
以前は分離源などを元に数種に分かれていたが、DNA-DNA分子交雑法で高い相同性を示すこと、そのほかの性質にも大きな違いがないことから、1984年に統合された。本種はラクトバチルス属のタイプ種に指定されている。種名の由来は、ドイツの農芸化学者マックス・デルブリュックへの献名である。
タイプ株はサワー・グレイン・マッシュから分離されたATCC 9649株である。ラクトバチルス・デルブルエッキイー・ブルガリクスは、ヨーグルトの生産に頻繁に用いられる。

## ラクトバチルス・デルブルエッキイー・ブルガリクス
L. delbrueckiiの亜種の1つであるL. d. bulgaricusは、1905年にブルガリアの医師スタメン・グリゴロフによって、ブルガリアのヨーグルトから発見された。長くLactobacillus bulgaricusとして知られていたが、1984年に本種に統合され亜種扱いとなった。乳糖から乳酸を合成することができ、大抵はStreptococcus thermophilusと共存している。ヨーグルト生産に最も一般的に使われる菌である。
L. bulgaricus GLB44などのL. d. bulgaricusのいくつかの株もバクテリオシンを産生し、in vitroで望ましくない細菌を殺すことが示されている。